# Liste der Baudenkmäler in Dachsbach
Auf dieser Seite sind die Baudenkmäler in dem mittelfränkischen Markt Dachsbach zusammengestellt. Diese Tabelle ist eine Teilliste der Liste der Baudenkmäler in Bayern. Grundlage ist die Bayerische Denkmalliste, die auf Basis des Bayerischen Denkmalschutzgesetzes vom 1. Oktober 1973 erstmals erstellt wurde und seither durch das Bayerische Landesamt für Denkmalpflege geführt wird. Die folgenden Angaben ersetzen nicht die rechtsverbindliche Auskunft der Denkmalschutzbehörde.
 Die Liste gibt den Fortschreibungsstand vom 21. Dezember 2023 wieder und umfasst 18 Baudenkmäler.

## Baudenkmäler nach Gemeindeteilen

### Dachsbach
| Lage                          | Objekt                                         | Beschreibung | Akten-Nr.              | Bild           |
| ----------------------------- | ---------------------------------------------- | --- | ---------------------- | -------------- |
| Am Lindensteg 3 (Standort)    | Rundturm, sogenanntes Rondell                  | Ehemalige Eckbastion der Vorburg mit Teilen der Bruchstein-Ummauerung der ehemaligen Wasserburg, massiver Rundbau mit Ringpultdach und achtseitigem Zeltdachaufsatz, im Kern mittelalterlich, Umbau zum Gartenhaus und Überdachung 1798 | D-5-75-117-1 Wikidata  | weitere Bilder |
| Bamberger Straße 1 (Standort) | Gasthaus                                       | Zweigeschossiger Walmdachbau auf Hakengrundriss, Sandsteinquaderbau mit Gurtgesims und schmiedeeisernem Wirtshausschild, modern bezeichnet mit „1681“, verändert 18. Jahrhundert.                                                       | D-5-75-117-2 Wikidata  | weitere Bilder |
| Erlanger Straße 10 (Standort) | Evangelisches Pfarrhaus                        | Zweigeschossiger, malerisch-neubarocker Massivbau mit Walmdach, polygonalem Bodenerker mit Kegeldach und Zwerchhaus mit Mansarddach, von Andreas Roth, 1907/08                                                                          | D-5-75-117-22          | BW             |
| Erlanger Straße 10 (Standort) | Nebengebäude                                   | L-förmiger eingeschossiger Halbwalmdachbau, teils massiv, teils Fachwerk, gleichzeitig | D-5-75-117-22          | BW             |
| Kirchplatz 1 (Standort)       | Evangelisch-lutherische Pfarrkirche St. Marien | Chorturmkirche, viergeschossiger Turm mit hohem Pyramidendach, untere Geschosse 14. Jahrhundert, Läutgeschoss teils aus Fachwerk mit Andreaskreuzen, um 1700, Langhaus mit Satteldach und Eckquaderung, 1700–01; mit Ausstattung        | D-5-75-117-3 Wikidata  | weitere Bilder |
| Kirchplatz 1 (Standort)       | Friedhof                                       | Angelegt 1691, nach Westen erweitert Mitte 19. Jahrhundert, mit Grabmälern des 19. Jahrhunderts bis ersten Viertels 20. Jahrhundert | D-5-75-117-3 Wikidata  | weitere Bilder |
| Kirchplatz 1 (Standort)       | Einfriedung                                    | Sandsteinquadermauer mit schmiedeeisernem Tor im Westen und schmiedeeisernem Zaun im Osten, 1861 | D-5-75-117-3           | BW             |
| Kirchplatz 1 (Standort)       | Grabkreuz                                      | Holzkreuz mit hölzernem Corpus und geschweifter Blechverdachung, 1924 | D-5-75-117-3           | BW             |
| Kirchplatz 2 (Standort)       | Ehemaliges Schulhaus, danach Rathaus           | Zweigeschossiger Sandsteinquaderbau mit Satteldach, stichbogigen Wandöffnungen und Sohlbankgesimsen, 1851. | D-5-75-117-18 Wikidata | weitere Bilder |
| Kirchplatz 3 (Standort)       | Ehemaliges Amtshaus, Justizamt 1797–1812       | Zweigeschossiger Walmdachbau mit vorkragendem Fachwerkobergeschoss auf geschnitzten Stützsäulen, erste Hälfte 17. Jahrhundert, massive Unterfangung 19. Jahrhundert.                                                                    | D-5-75-117-4 Wikidata  | weitere Bilder |
| Kirchplatz 3 (Standort)       | Scheune                                        | Fachwerkbau mit Satteldach, 18./19. Jahrhundert | D-5-75-117-4 Wikidata  | weitere Bilder |
| Kirchplatz 3 (Standort)       | Nebengebäude                                   | Eingeschossiger Walmdachbau, 18./19. Jahrhundert | D-5-75-117-4 Wikidata  | weitere Bilder |
| Kirchplatz 3 (Standort)       | Befestigungsteile der ehemaligen Wasserburg    | | D-5-75-117-4 Wikidata  | weitere Bilder |
| Kirchplatz 6 (Standort)       | Ehemaliger Wohnturm der Wasserburg             | Dreigeschossiger Sandsteinbuckelquaderbau mit Satteldachbau, im Kern erste Hälfte 13. Jahrhundert, nach Brand Wiederaufbau zweite Hälfte 16. Jahrhundert, nach Zerstörung erneuter Wiederaufbau nach 1634.                              | D-5-75-117-5 Wikidata  | weitere Bilder |

### Oberhöchstädt
| Lage                                                             | Objekt                                                     | Beschreibung | Akten-Nr.              | Bild           |
| ---------------------------------------------------------------- | ---------------------------------------------------------- | --- | ---------------------- | -------------- |
| Kirchgasse 8 (Standort)                                          | Evangelisch-lutherische Pfarrkirche St. Nikolaus und Peter | Chorturmkirche, im Kern 15. Jahrhundert, dreigeschossiger Turm mit Stützkeilen, Eckquaderung und Spitzhelm 1593, Läutgeschoss aus Quadermauerwerk 1851, Langhaus mit Satteldach, verlängert 1711, Umbau 1869; mit Ausstattung. | D-5-75-117-6 Wikidata  | weitere Bilder |
| Kirchgasse 8 (Standort)                                          | Friedhofsmauer                                             | Massiv mit zwei zweiflügligen schmiedeeisernen Toren, an Südseite nur Futtermauer, nach 1727/19. Jahrhundert. | D-5-75-117-6 Wikidata  | BW             |
| Kirchgasse 8 (Standort)                                          | Pumpbrunnen                                                | Schwengelpumpe aus Eisen, erste Hälfte 19. Jahrhundert. | D-5-75-117-6 Wikidata  | BW             |
| Kreisstraße 15, an der Straße nach Dachsbach (Standort)          | Brunnen                                                    | Runde Sandsteineinfassung und Trog, darüber Holzkonstruktion auf vier Pfeilern mit geschweiften Kopfstreben und Spitzhelm, bezeichnet mit „1701“. | D-5-75-117-15 Wikidata | weitere Bilder |
| Kreisstraße 30 (Standort)                                        | Frackdachhaus                                              | mit Fachwerkobergeschoss, 18. Jahrhundert | D-5-75-117-11 Wikidata | weitere Bilder |
| Kreisstraße 30, an der Straßengabel nach Rauschenberg (Standort) | Brunnen                                                    | Runde Einfassung mit zwei Sandsteinpfeilern und Satteldach, bezeichnet mit „17[?]7“; | D-5-75-117-14 Wikidata | weitere Bilder |
| Ortsstraße 1 (Standort)                                          | Ehemaliges Gasthaus                                        | Zweigeschossiger, giebelständiger Satteldachbau mit Schopf, reiches Fachwerk mit Rauten, Andreaskreuzen und K-Streben, um 1700, östlich quergestellt zweigeschossiger Satteldachanbau mit Fachwerkobergeschoss und -giebel, Mitte 18. Jahrhundert, nördlich eingeschossiger Pultdachanbau aus Sandsteinquadern, bezeichnet mit „1878“, schmiedeeisernes Wirthausschild, zweites Viertel 18. Jahrhundert. | D-5-75-117-12 Wikidata | weitere Bilder |
| Ortsstraße 5 (Standort)                                          | Ehemaliges Wohnstallhaus                                   | Eingeschossiger Satteldachbau, Fachwerkgiebel mit Andreaskreuz und Rauten, bezeichnet mit „1742“ | D-5-75-117-10 Wikidata | weitere Bilder |
| Ortsstraße 5 (Standort)                                          | Scheune                                                    | Eingeschossiger Steilsatteldachbau, 18./frühes 19. Jh. | D-5-75-117-10 Wikidata | BW             |
| Ortsstraße 6 (Standort)                                          | Ausleger                                                   | Wirtshausausleger mit ornamentiertem Blechschild, um 1800. | D-5-75-117-8 Wikidata  | weitere Bilder |
| Ortsstraße 17 (Standort)                                         | Ehemaliges Wohnstallhaus                                   | Eingeschossiger, giebelständiger Fachwerkbau mit Satteldach, Stallteil und Westwand massiv, 18. Jahrhundert. | D-5-75-117-9 Wikidata  | weitere Bilder |
| Ortsstraße, an der Straßengabel nach Uehlfeld (Standort)         | Brunnen                                                    | Runde Sandsteineinfassung und Trog, darüber Holzkonstruktion auf vier Pfeilern mit Kopfstreben und Spitzhelm, bezeichnet mit „1699“. | D-5-75-117-13 Wikidata | weitere Bilder |

### Rauschenberg
| Lage                     | Objekt                                          | Beschreibung | Akten-Nr.              | Bild           |
| ------------------------ | ----------------------------------------------- | --- | ---------------------- | -------------- |
| Hauptstraße 1 (Standort) | Neues Schloss                                   | Zweigeschossiger Mansarddachbau mit Mittelrisalit, 1763–65                                                                  | D-5-75-117-16 Wikidata | weitere Bilder |
| Hauptstraße 1 (Standort) | Einfriedung                                     | Zwei Tore, je schmiedeeisern, zweiflüglig zwischen zwei Steinpfeilern, Quadermauerwerk an Nordostecke, 1765/19. Jahrhundert | D-5-75-117-16 Wikidata | weitere Bilder |
| Hauptstraße 1 (Standort) | Brunnen                                         | In Sarkophagform, im Garten                                                                                                 | D-5-75-117-16 Wikidata | BW             |
| Hauptstraße 5 (Standort) | Ehemaliges Vogtshaus, sogenanntes Altes Schloss | Zweigeschossiger Mansarddachbau mit Dachreiter, 17. Jahrhundert.                                                            | D-5-75-117-17 Wikidata | weitere Bilder |
| Hauptstraße 3 (Standort) | Brunnenhaus                                     | Auf oktogonalem Grundriss, mit Spitzhelm, zweite Hälfte 18. Jahrhundert                                                     | D-5-75-117-17 Wikidata | weitere Bilder |
| Hauptstraße 3 (Standort) | Zwei Torpfeiler                                 | Massiv mit Pinienzapfenbekrönung, wohl 18. Jahrhundert                                                                      | D-5-75-117-17 Wikidata | BW             |

## Ehemalige Baudenkmäler
In diesem Abschnitt sind Objekte aufgeführt, die früher einmal in der Denkmalliste eingetragen waren, jetzt aber nicht mehr. Objekte, die in anderem Zusammenhang also z. B. als Teil eines Baudenkmals weiter eingetragen sind, sollen hier nicht aufgeführt werden. Aktennummern in diesem Abschnitt sind ehemalige, jetzt nicht mehr gültige Aktennummern.

| Lage                                  | Objekt       | Beschreibung                  | Akten-Nr.             | Bild |
| ------------------------------------- | ------------ | ----------------------------- | --------------------- | ---- |
| Oberhöchstädt Ortsstraße 2 (Standort) | Walmdachhaus | zweite Hälfte 18. Jahrhundert | D-5-75-117-7 Wikidata | BW   |